# Motorola Moto
Motorola Moto (o simplemente Moto) es una marca comercial y familia de teléfonos inteligentes fabricados por Motorola Mobility (Lenovo). Todos sus dispositivos se comercializan con el sistema operativo Android. También la marca Moto ha sido utilizada para ciertos productos de seguridad pública de Motorola Solutions.

## Historia
Después de la compra de Motorola Mobility por Google en 2013, surgió el primer teléfono de la familia Moto, el Moto X. Con el tiempo fueron saliendo al mercado distintos modelos de diferente gamma, precio y asesibilidad. Los modelos de la familia más recientes son el Moto G200, G100, G52 y el Moto G31.

## Teléfonos
A continuación se mencionarán todas las series de la familia Moto y sus modelos.

### Moto X

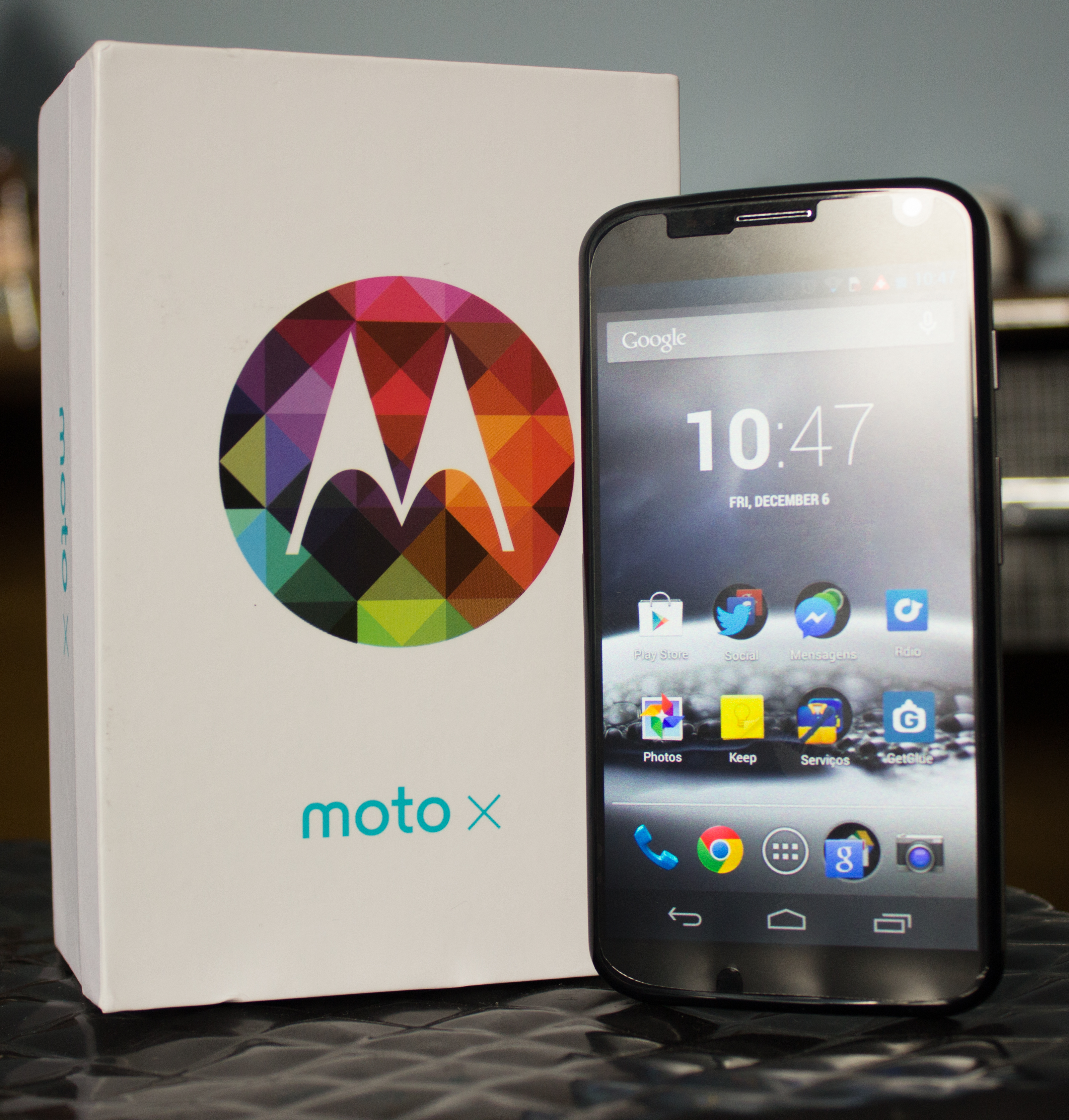
1.^{a} generación del Moto X.

Era considerado la gama alta de la familia Moto hasta la llegada del Moto Z. Luego fue considerado de gama media-alta, hasta ser reemplazado por la nueva línea Motorola One.
- Moto X (1.a generación) (2013)

- Moto Moto X (2.a generación) (2014)

- Moto X Style (3.a generación, 2015), conocido como Moto X Pure Edition en los Estados Unidos

- Moto X Force (3.a generación, 2015), conocido como Droid Turbo 2 en los Estados Unidos
- Moto X Play (3.a generación, 2015), conocido como Droid Maxx 2 en los Estados Unidos
- Moto X4 (4.a generación, 2017)

### Moto G

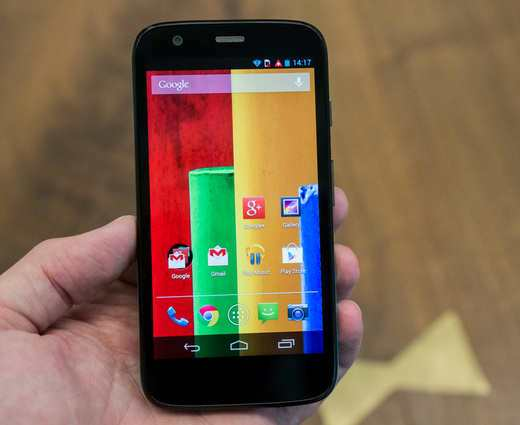
1.^{a} generación del Moto G.

Es considerado la gama media de la familia Moto.
- Moto G (1.a generación) (2013)
- Moto G (2.a generación) (2014)
- Moto G (3.a generación) (2015)
- Moto G4, Moto G4 Plus y Moto G4 Play (4.a generación, 2016)
- Moto G5 y Moto G5 Plus (5.a generación, 2017), y Moto G5s y Moto G5s Plus (versiones actualizadas, 2017)
- Moto G6, Moto G6 Plus y Moto G6 Play (6.a generación, 2018)
- Moto G7, Moto G7 Power, Moto G7 Plus y Moto G7 Play (7.a generación, 2019)
- Moto G8 Plus, G8 play (8.ª generación, 2019)
- Moto G8, G8 Power, G8 Power Lite (2020)
- Moto G9 Play, G9 Plus, G9 Power (9.a generación, 2020)
- Moto G Power y Moto G Stylus (8.ª generación, 2020)
- Moto G10, G20, G30, G50, G60, G100, G200 (2021)
- Moto G22, G31, G41, G51, G71, G82, G42, G62, G32, G52 (2022)
- Moto G13, G14, G23, G34, G53, G54, G72, G73, G84 (2023)
- Moto G24, G85, G55 ,G64 (2024)

### Moto E

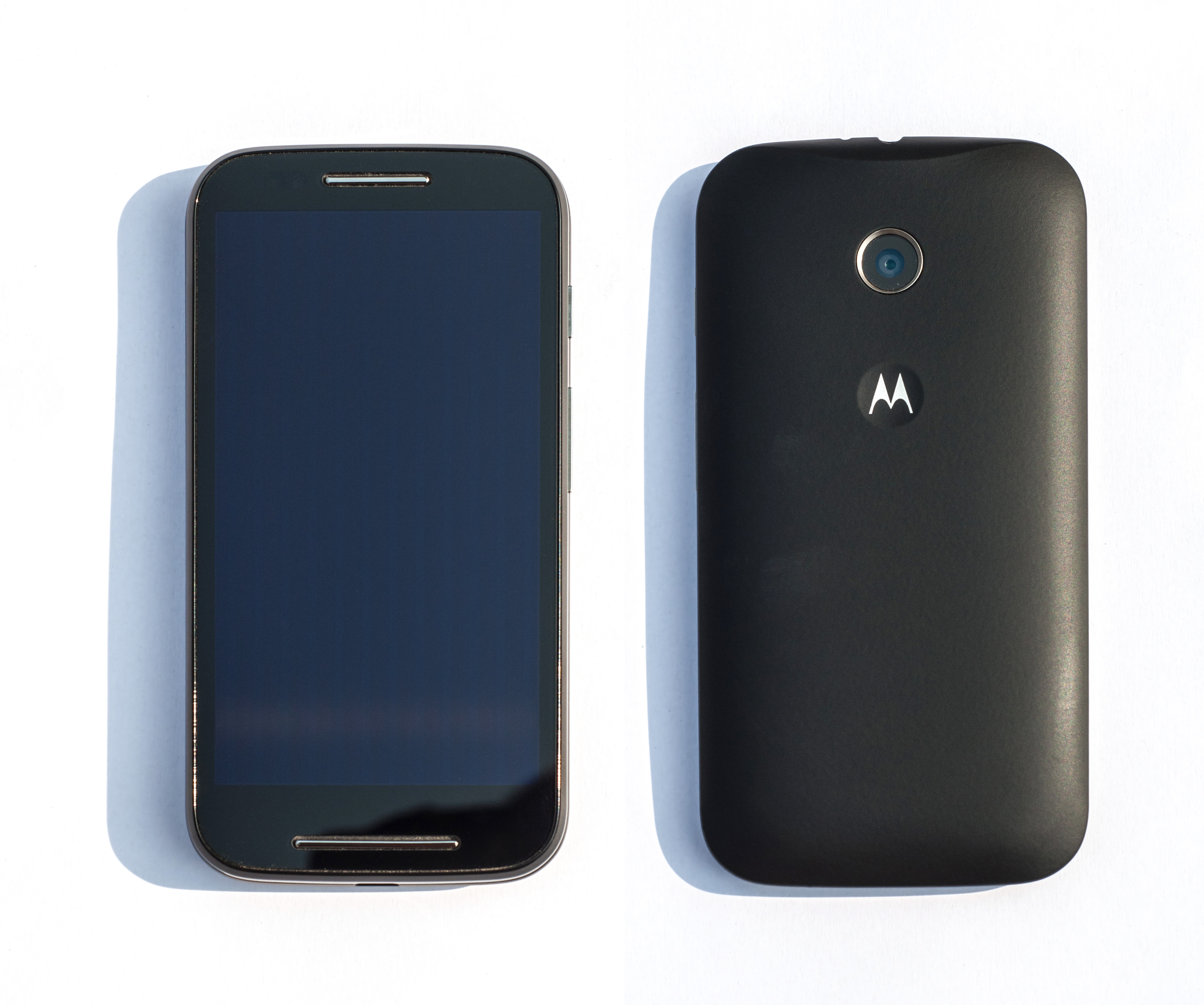
1.^{a} generación del Moto E.

Es considerado como serie de gama baja de la familia Moto, después de la familia C, según el orden de las gamas
- Moto E (1.a generación)(2014)
- Moto E2 (2.a generación) (2015)
- Moto E3 y Moto E3 Power (3.a generación, 2016)
- Moto E4 y Moto E4 Plus (4.a generación, 2017)
- Moto E5, E5 Plus y E5 Play (5.a generación, 2018)[1]
- Moto E6 Play, Moto E6 y Moto E6 Plus (6.a generación, 2019), Moto E6s (2020), Moto E6i (2021)
- Moto E7 Plus (7. a generación, 2020), Moto E7, Moto E7 Power (2021)
- Moto E13
- Moto E20
- Moto E30
- Moto E40

### Moto Z

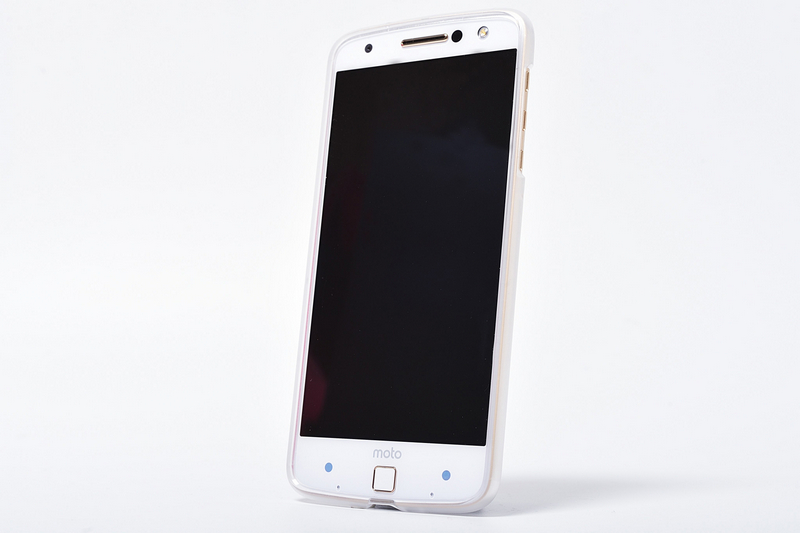
1.^{a} generación del Moto Z.

Es considerado la gama alta de la familia Moto.
- Moto Z, Moto Z Play, Moto Z Force Play, Moto Z Force Droid (1.a generación, 2016)
- Moto Z2 Play y Moto Z2 Force (2.a generación, 2017)
- Moto Z3 Play (3.a generación, 2018)[2][3]
- Moto Z4 Play: (4.a generación 2019)

### Moto C

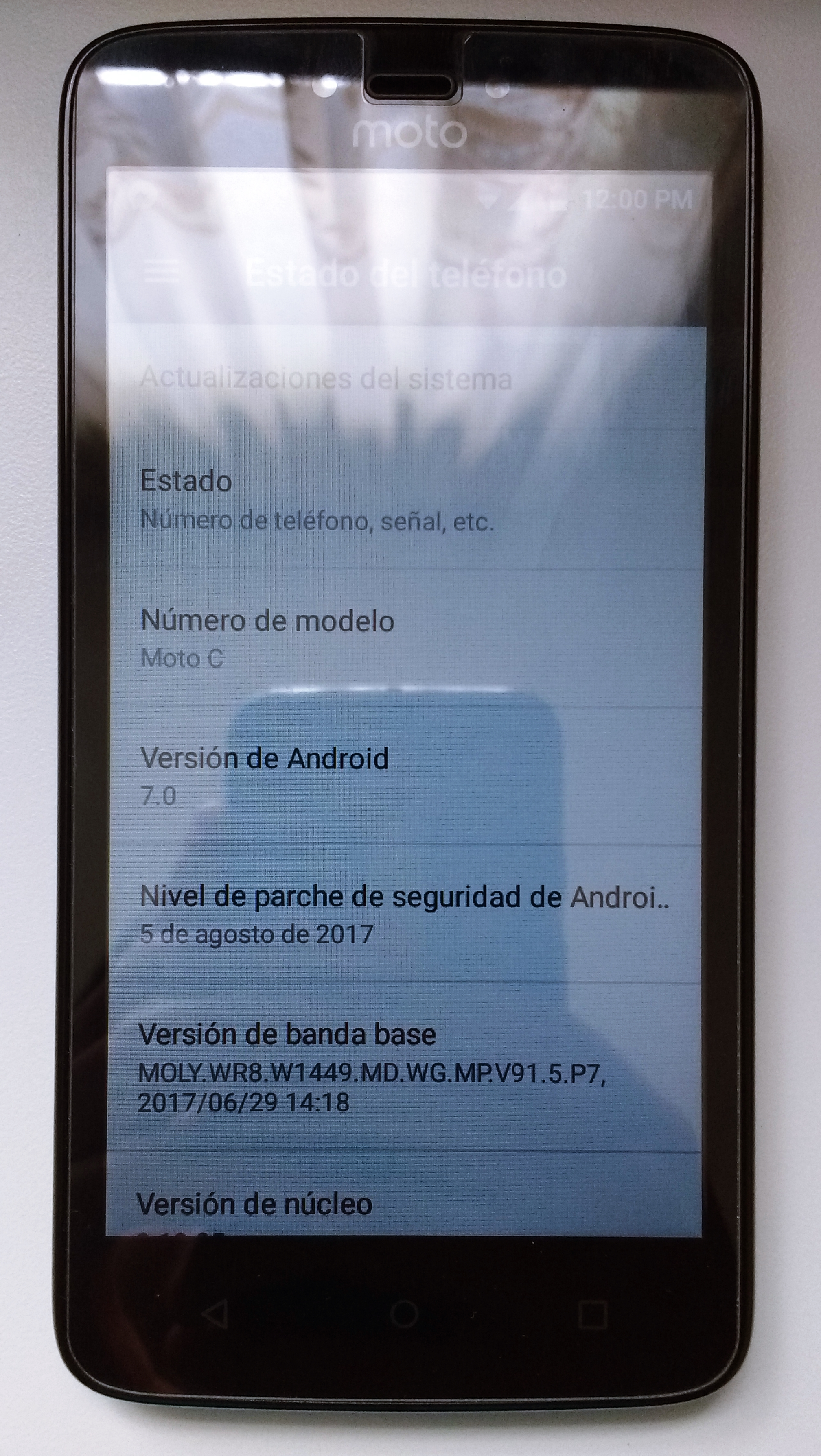
1.^{a} generación del Moto C.

Es considerado gama baja de la familia Moto, exclusivo de mercados emergentes, donde la economía de esos países no sea mucha, por lo que no está disponible en países como Estados Unidos. Aunque es un gama baja, poco a poco está dejando de serlo.
Actualmente en el 2021 ya no se están fabricando celulares de esta familia.
- Moto C y Moto C Plus (2017)

### Motorola One
Es considerado un teléfono de gama media-alta, y además es el primer teléfono desarrollado en conjunto con Google ya que forma parte del proyecto conocido como Android One; además este teléfono reemplazo en su totalidad a la serie Moto X debido entre otros a su software casi puro (pues recibe constantes actualizaciones) y además de su precio, ya que es mucho más barato que el modelo tope Moto Z
- Motorola One
- Motorola One Power 2018
- Motorola One Vision 2018
- Motorola One Zoom 2019
- Motorola One Action 2019
- Motorola One Macro 2019
- Motorola One Hyper 2019
- Motorola One Fusión 2020
- Motorola One Fusión+  2020

### Motorola Edge
La familia Edge se reconoce por ser una de las familia de gama alta, conociendo algunos de sus dispositivos son:
- Motorola Edge (2020)
- Motorola Edge+ (2020)
- Motorola Edge S (2021)
- Motorola Edge 20 Lite (2021)
- Motorola Edge 20 (2021)
- Motorola Edge 20 Pro (2021)
- Motorola Edge 30 Pro (2022)
- Motorola Edge 30 (2022)
- Motorola Edge 30 Fusion (2022)
- Motorola Edge 30 Neo (2022)
- Motorola Edge 30 Ultra (2023)
- Motorola Edge 40 (2023)
- Motorola Edge 40 Pro (2023)
- Motorola Edge 40 Neo (2023)
- Motorola Edge 40 Ultra (2023)
- Motorola Edge 50 Pro (2024)
- Motorola Edge 50 (2024)
- Motorola Edge 50 Fusion (2024)
- Motorola Edge 50 Neo (2024)
- Motorola Edge 50 Ultra (2024)
- Motorola Edge 60 (2025)
- Motorola Edge 60 Pro (2025)
- Motorola Edge 60 Fusion (2025)

## Relojes inteligentes

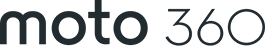
Logotipo del Moto 360

Motorola ha hecho solo un reloj inteligente. Estos relojes poseen el sistema operativo Android Wear.
- Moto 360 (1.a generación 2014)
- Moto 360 (2.a generación 2015)
- Moto 360 (3.a generación 2019)
- Moto 360 (4.a generación 2020)